# Симхони, Иехудит
Иехудит Симхони (ивр. יהודית שמחוני‎; при рождении Иехудит Евзрихина; 24 января 1902, Березнеговатое, Херсонская губерния — 5 декабря 1991, Израиль) — сионистский активист, израильский общественный и политический деятель. Депутат кнессета 1-го созыва от партии МАПАЙ.

## Биография
Родилась 24 января 1902 года в еврейской земледельческой колонии Нагартав, Херсонская губерния (ныне Украина), в семье Мовши Евзерихина ( уроженца Рясно ) и его жены Батьи, в семье было семеро детей. Мовша Евзерихин был сионистом, секретарем отделения организации «Ахават Цион». Получила образование в Высшей сельскохозяйственной школе в Херсоне, в 1917—1918 годах была членом профсоюза «ха-Ноар ха-Циони ха-Ломед». В 1920 году вышла замуж за Мордехая Весельницкого (Симхони).
В 1921 году вместе с мужем репатриировалась в Палестину, они поселились в мошаве Нахалаль. В 1931 году они присоединились к кибуцу Тель-Йосеф, а в 1943 году к кибуцу Гева. В 1927 году стала активисткой организации «Моацот ха-Поалим», была членом редакции «Двар ха-Поалот», была членом партии МАПАЙ и органов управления партии.
В 1944 году избрана депутатом Законодательного собрания Британской Палестины, а в 1949 году избрана депутатом кнессета 1-го созыва от партии МАПАЙ, работала в комиссии по труду и комиссии по делам кнессета. 5 февраля 1951 года по семейным обстоятельствам ушла в отставку с поста депутата кнессета, а её мандат перешел к Герцелю Бергеру.
Была активным членом Гистадрута, в 1960—1965 годах возглавляла отдел по международным связям. В 1965 году прекратила членство в партии МАПАЙ и стала одним из основателей и лидеров партии РАФИ.
Её старший сын генерал-майор израильской армии Асаф Симхони погиб во время Суэцкой компании, а сын Асафа Авнер погиб во время войны на истощение между Израилем и Египтом в 1968 году. Её родной брат Зрубавель, работал плановиком-экономистом в Иваново, 15 сентября 1938 года был расстрелян в Москве по обвинению в участии в контрреволюционной террористической организации (реабилитирован 6 мая 1992 года).
Умерла 5 декабря 1991 года.